# Калайдович, Константин Фёдорович
Константин Фёдорович Калайдович (1792—1832) — российский историк, археограф, филолог.

## Биография
Сын Ф. Д. Калайдовича, брат Ивана и Петра Калайдовичей; самый известный член этой семьи хорватского корня — Константин Калайдович родился в 1792 году (источники указывают месяцем рождения май или декабрь, а местом рождения Елец, хотя его внучка указывала на Киев).
Учился в Елецком народном училище и в Киево-Могилянской академии. После того, как семья переехала в Москву, учился «на своём коште» в гимназии Московского университета. В 1807—1810 годах учился на словесном отделении Московского университета, который окончил со званием кандидата словесных наук. Его наставником был профессор Р. Ф. Тимковский; по воспоминаниям Калайдовича в письме к С. Н. Глинке, он в то время часто посещал Карамзина, был много обязан П. П. Бекетову.
Ещё в 1810 году он был принят в общество испытателей природы, а потом занялся литературой и древностями, и с 1811 года был действительным членом в московских обществах любителей словесности и истории и древностей. Начал печататься в «Вестнике Европы», с 1813 года — преимущественно статьи археологического содержания.
В 1811—1812 годах преподавал российскую историю и географию в Московском университетском благородном пансионе и университетской гимназии. В 1812 году Калайдович добровольно вступил в Московское народное ополчение («Ополчение московской военной силы»). В чине подпоручика, командира 2-ой сотни первого батальона, 5-го пешего казачьего полка Московской Военной Силы, в составе 26-й дивизии Паскевича 7-го корпуса Раевского он участвовал в стычках с французами в Подмосковье и в сражениях за Малоярославец. Условия службы навсегда подорвали его здоровье. За участие в военных действиях он был награждён серебряной медалью и правом ношения мундира ополчения.
В московском пожаре 1812 года сгорел дом Калайдовичей («на Тверской, у Рождества на Палашах»), погибли библиотека, минералогическое собрание и нумизматическая коллекция Калайдовича. Вернувшись в Москву в 1813 году, он возобновил преподавание в благородном пансионе.
С 28 апреля 1813 года служил в Московском архиве иностранных дел. В 1813—1814 гг. занимался научными изысканиями для ОИДР в московских и окрестных монастырских библиотеках; в 1813 году обнаружил творения Иоанна Экзарха «Богословие» и «Шестоднев», сочинения Кирилла Туровского, приписку Домида на Псковском Апостоле 1307 г., соотносящуюся со «Словом о полку Игореве», в 1814 году нашёл Евангелие 1144 года.
В период 25 декабря 1814 г. — 11 января 1815 г. совершил поездку по Владимирской губернии для собирания древностей. Не имея средств для передвижения, подделал подорожную, в чём был изобличён городничим г. Коврова, арестован и препровождён под конвоем обратно в Москву. Чтобы уберечь Калайдовича от дальнейших разбирательств, отец объявил его душевнобольным и 1 февраля 1815 года поместил в московский дом умалишённых («Матросская тишина»), откуда 15 июля он был отправлен в Мефодиев Пешношский монастырь, где год находился на положении послушника (проживание в монастыре «на покаянии» было условием получения свободы после пребывания в доме для умалишённых). В 1816 году жил в Калуге, где обнаружил экземпляр рукописи Кирши Данилова «Древнерусские стихотворения»; она была издана Калайдовичем в 1818 году с обстоятельным предисловием, представляющим первый опыт исследования русского былинного эпоса.
В 1817 году в Воскресенском монастыре им был обнаружен «Изборник Святослава 1073 года». В этом же году он был приглашён в археологический кружок канцлера графа Румянцева, где в качестве контр-корректора Комиссии печатания государственных грамот и договоров при Московском архиве Коллегии иностранных дел участвовал в подготовке к изданию II—IV томов «Собрания государственных грамот и договоров» (СГГД). В 1822 году получил орден Св. Анны 3-й степени и был принят на действительную службу в Архив Коллегии иностранных дел, 20 октября 1822 года, после издания 2-го тома СГГД, был назначен главным смотрителем Комиссии печатания государственных грамот и договоров (до 1826); 12 января 1823 года произведён в коллежские секретари; в 1824 году императрицей Елизаветой Алексеевной был пожалован золотой табакеркой; в 1826 году пожалован бриллиантовым перстнем; 22 января 1826 года получил чин титулярного советника, а 6 декабря того же года награждён орденом Св. Владимира 4-й степени. В 1824—1828 гг. участвовал в издании 4-го тома СГГД.
Действительный член Московского общества истории и древностей Российских и Общества любителей российской словесности (1822). Член-корреспондент Санкт-Петербургской Академии наук (1825). Член Московского общества исследователей природы (с 1827).
В конце 1827 года получил разрешение на издание журнала «Русский зритель», в котором намеревался знакомить публику с найденными памятниками и документами, из которых лишь небольшая часть стала достоянием науки. Однако тяжёлая душевная болезнь помешала ему осуществить задуманное. Хотя через год психическая болезнь прошла, телесные болезни вскоре привели к его смерти. П. А. Бессонов указал дату смерти 19 апреля 1832 года. Однако по надписи на надгробном памятнике и по свидетельству внучки скончался он 16 (28) апреля 1832 года. А 19 апреля состоялись отпевание и похороны на Ваганьковском кладбище; могила утрачена.
Бумаги Калайдовича после его смерти были приобретены М. П. Погодиным.
Кроме «Вестника Европы», его труды были напечатаны в «Северном архиве» (1823), «Сыне отечества» и в Трудах обществ: истории и древностей Российских; любителей словесности.
С 1820 года он был женат на дочери бронницкого уездного судьи, Екатерине Никитичне Исаковой и имел сына Николая и трёх дочерей.

### Подготовка к изданию
- Григорович И. И. Исторический и хронологический опыт о посадниках новгородских : из древних русских летописей. — М., 1821. Автор в книге не указан[7]